# 羅氏犁齒䲁
羅氏犁齒䲁（學名：Entomacrodus rofeni），又稱羅氏間頸鬚䲁，為輻鰭魚綱鳚形目䲁科犁齒䲁屬的一種，分布於中太平洋東部土阿莫土群島等海域，本魚體延長形，稍側扁，似圓柱狀，頭鈍短，頭頂無冠膜，頸部無葉片狀皮瓣，僅有一低皮褶，鼻鬚掌狀分支，眼上有觸鬚，上唇邊緣內側光滑，背鰭與尾柄相連，身體顏色為白色，背部有小而暗的橙色斑點，身體兩側有7個淡灰色斑點，帶有橙色和黑色圓點，頭上有暗橙色的細網狀圖案，背鰭硬棘13枚、背鰭軟條16-17枚、臀鰭硬棘2枚、臀鰭軟條17-18枚，體長可達8公分，成魚棲息於沿岸水域的岩石區，當遇到危險時會以一前一後的跳躍方式在潮池間移動，雌魚產附著性卵，雄魚有護卵行為，幼魚為浮游性，生活習性不明。